# 陈模型
在金融学领域，陳琳模型（Chen model）是一個數學模型，描述利率的动态演變过程。它是一種“三因素模型”（短期利率模型），因為它所描述的利率變動是由三种市場風險推動的。陈琳模型是第一个隨機均值和隨機波動率的利率模型，由经济学家陈琳发表于1994年。陈琳是哈佛大學毕业的經濟學家，曾為美國哈佛大學，新加坡大學，貝魯特美國大學，韩国延世大學，瑞士金融学院，美林证券，里昂信貸銀行和美国聯邦儲備局工作。
在陈琳模型中，瞬時利率的演变是由以下隨機微分方程决定的：
{\displaystyle dr_{t}=(\theta _{t}-\alpha _{t})\,dt+{\sqrt {r_{t}}}\,\sigma _{t}\,dW_{t},}
{\displaystyle d\alpha _{t}=(\zeta _{t}-\alpha _{t})\,dt+{\sqrt {\alpha _{t}}}\,\sigma _{t}\,dW_{t},}
{\displaystyle d\sigma _{t}=(\beta _{t}-\sigma _{t})\,dt+{\sqrt {\sigma _{t}}}\,\eta _{t}\,dW_{t}.}
陳琳模型被全球金融機構广泛采用， 它不但具有实际意义， 同时也具有重要的学术价值。在一份權威的現代金融学文献述评中（“金融学的連續時間方法：回顧與評價” ），陳琳模型被列為利率期限結構的主要模型。美国学者詹姆斯和韋伯的教科书有几节專門討論陳琳模型。瑞士学者吉布森等人的利率理论综述也有專門一節介绍陳琳模型。丹麦学者安德森等人的文章专门致力于研究、评估和推廣陳琳模型。美国学者伽伦等人的文章測試和验证了陳琳模型和其他利率模型。 美国博士生蔡在她的博士論文研究中测试陳琳模型和其他競爭模型。

## 参看
1. ↑  Suresh M. Sundaresan.  (PDF). The Journal  of Finance. August 2000, LV (4)  [2022-11-16]. （原始内容存档 (PDF)于2021-10-20）.

- Lin Chen. . Financial Markets, Institutions, and Instruments. 1996, 5: 1–88.
- Lin Chen. . Lecture Notes in Economics and Mathematical Systems, 435. Springer. 1996. ISBN 978-3540608141.
- Jessica James and Nick Webber. . Wiley Finance. 2000.
- Rajna Gibson,François-Serge Lhabitant and Denis Talay. . RiskLab, ETH. 2001.
- Frank J. Fabozzi and Moorad Choudhry. . Wiley Finance. 2007.
- Sanjay K. Nawalkha, Gloria M. Soto, Natalia A. Beliaeva. . Wiley Finance. 2007.
- Sundaresan, Suresh M. . The Journal of Finance. 2000, 55 (4): 1569–1622. doi:10.1111/0022-1082.00261.
- Andersen, T.G.,  L. Benzoni, and J. Lund. . Working Paper, Northwestern University. 2004.
- Gallant, A.R., and G. Tauchen. . Macroeconomic Dynamics 1, 135-168. 1997,.
- Cai, L.  (PDF). Rutgers University. 2008.[永久]